# Tatjana Milošević Mijanović
Tatjana Milošević Mijanović (Vranje, 11.07.1970.) je nagrađivana srpska kompozitorka savremene muzike čija su dela izvođena na festivalima, manifestacijama i koncertima kako u Srbiji i širom Evrope, tako i u Sjedinjenim Američkim Državama, Južnoj Koreji, Kini, Južnoafričkoj republici.

## Biografija
Tatjana Milošević Mijanović je diplomirala i magistrirala na Odseku za kompoziciju Fakulteta muzičke umetnosti u Beogradu u klasi Zorana Erića pod čijim mentorstvom je 2013. godine i doktorirala sa kamernom operom “Ko je ubio princezu Mond”. 
Radi kao redovna profesorka i šefica Katedre za kompoziciju na FMU. Na Akademiji umjetnosti u Banjoj Luci radi kao profesorka kompozicije od 2009. godine. Kao gostujuća profesorka boravila je 2001. godine na univerzitetu The Old Dominion u Norfolku (SAD). Bila je predavačica i članica žirija na kursu za mlade kompozitore “15th Young Composers Meeting” u Apeldornu (Holandija).
Usavršavala se na mnogim međunarodnim kursevima za kompoziciju, kompjutersku muziku i audio-art od kojih su neki sa Đerđom Ligetijem, na Međunarodnom Bartokovom seminaru u Mađarskoj, Kšištofom Pendereckim na Letnjem kursu za mlade kompozitore u Poljskoj, Brajanom Fernihauom i Karlhajncom Štokhauzenom na Letnjem kursu za novu muziku u Darmštatu u Nemačkoj, Luisom Andrisenom na Susretima mladih kompozitora u Holandiji i Bohuslavom Šeferom na Međunarodnoj akademiji za novu muziku u Austriji. 
Njene kompozicije su izvođene na brojnim značajnim festivalima u Srbiji i regionu kao što su: Međunarodna tribina kompozitora, BEMUS, BUNT, NIMUS, SAXperience, Muzički Bienale Zagreb, Groeten uit Arnhem, International Week for New Music Bucharest, International Music Festival Romania, pianoRISUONANZE, Nieuwe Hollandse Waterlinie 2001, Music Harvest, Nuovi spazi musicali, Jesenje muzičke svečanosti. 
Na festivalu ISCM World Music Days predstavljala je Jugoslaviju a kasnije Srbiju u Seulu 1997, Pekingu 2018. i Johanesburgu 2023.  godine sa kamernim kompozicijama  ͈Sjaj Betelgeza ili tajna crvenog džina” (1994),    ͈Šetnja sa Rinom” (2013) i   ͈Time of Light” (2018).
Pod pokroviteljstvom organizacije UNESCO, Tatjana Milošević Mijanović učestvovala je u projektu Waterproof u okviru koga je izvedena i objavljena njena elektronska kompozicija   ͈Tribute for Fort Honswijk” (2001).
Tatjana takođe stvara za film i pozorište te je komponovala muziku za dokumentarno-igrane filmove   ͈Pečat braće Ljubavića”,   ͈”Dribbling and Cooking”, kratki igrani film   ͈Glumčevo brdo” i pozorišne predstave   ͈Viktor” Rože Vitraka i   ͈Čarobnjak iz Oza” Aleksandre Glovacki.
Tatjana Milošević Mijanović je, osim navedenih kompozicija, napisala više ostvarenja, uglavnom za kamerne ansamble: „Animula, Vagula, Blandula“ za flautu, violončelo i preparirani klavir, „Facere totum“ za obou, klarinet, violončelo, klavir, udaraljke i traku,“Hesperidske jabuke“ za sopran, violončelo i klavir, „Spyro“ za gudački trio, 
 „Dva lica“ za dve violine i „Vice versa“ za dve viole, „Čatatutu“ za pikolo,violinu i klavir, „Šetnja sa Rinom“ i „Dark Blue Almost Black“, oba dela za klarinet, violinu i klavir, „Ti, ja i Nikolo“ za dve violine i klavir,  „Dok mislim na tebe“ za klavir i gudački orkestar, kao i „Five Ws“ za harmoniku i klavir „Spiralna nestajanja“ za gudački trio, „Ovde“ za violinu i klavir i „Figure me Slowly“  za barokni kvartet. Tu su i najnovija vokalna ostvarenja: ženski hor „Zaleđena“, „I am That“ za mecosopran i elektroniku, „Kada te ostavi onaj koga voliš“ za mecosopran, klavir, violončelo i traku,  mini-opera  „Adonis i Galateja“, „Tri pesme o nama“ za sopran i kamerni orkestar, kao i kamerna opera „Hadži-Pantelijin šnajderaj“. U okviru njenog opusa su i klavirske kompozicije „Alpinetum“, „Random“ i „Buzzle“.

## Umetnost i stil
Tatjana Milošević Mijanović je rasni postmodernista koji sasvim slobodno i duhovito komunicira sa probranim elementima raznih muzičkih stilova i žanrova, od istorijskih, do avangardnih, Ona u svojim delima vidi priliku za višeslojnu komunikaciju, gde se prepliću kontakti sa muzikom kao riznicom tradicije ljudskog duha, sa savremenim urbanim žanrovima džeza i popa, sa sopstvenim akustičkim slikama u koje pretapa lične emocije, kao i sa aktuelnim društvenim situacijama, filmom, stripom, literaturom i uopšte, svim informacijama na koje današnji mladi stvaralac nailazi u svom okruženju. Njena muzika je ekspresivna i naizgled eksplicitna, vrlo često zavodljiva već i kao tonska slika neobičnog i bogatog kolorita. No, iza takvih akustičkih fotografija nalazi se fini polistilistični preplet nagoveštaja, tragova, poetskih putokaza i bogate fikcije.
Njene vokalne kompozicije su tekstualno i dramaturški jasne. Ona svojim likovima ne daje tematske profile i materijale i ne postavlja ih u direktnu razmenu, hronološki dijalog, u kome stalno pevaju. Ona ih radije stavlja u nekontradiktorne tematske okvire koje karakterišu melodijska i ritmička fragmentacija kao i „mucanje”, „prisećanje”, „prekidanje”, „brbljanje” čineći tako latentnu polifoniju. U takvim okvirima koji variraju , transformišu se i fragmentuju ona komponuje širok spektar emocija i stanja.

## Nagrade[2]
- Nagrada „7. septembar” grada Vranja za izuzetne rezultate u oblasti obrazovanja i kulture, Vranje, 1994.
- Druga nagrada za kompoziciju Sjaj Betelgeza ili tajna crvenog džina na Internacionalnom takmičenju studenata kompozicije „Gradus ad Parnassum”, Kijev, Ukrajina, 1995.
- Treća nagrada za kompoziciju Sjaj Betelgeza ili tajna crvenog džina na Četvrtoj međunarodnoj tribini kompozitora, Udruženje kompozitora Srbije, Beograd, 1995.
- Prva nagrada za simfonijsku kompoziciju Ludus mimesis na Sedmoj međunarodnoj tribini kompozitora u studentskoj kategoriji, Udruženje kompozitora Srbije, Beograd, 1998.
- Nagrada iz fonda „Vasilije Mokranjac” za balet CoinciDance, Fakulteta muzičke umetnosti, Beograd, 2003.
- Zahvalnica za izuzetne rezultate i doprinos razvoju fakulteta, Fakultet muzičke umetnosti Beograd, 2005.
- Nagrada iz fonda „Vasilije Mokranjac” za simfonijsku kompoziciju Green with Buzz, Fakultet muzičke umetnosti, Beograd, 2006.
- Nagrada „Vasilije Mokranjac” za kompoziciju Green with Buzz, Fakultet muzičke umetnosti, Beograd, 2008.
- Zahvalnica za učešće na manifestaciji „Obzorja na Tisi”, 22. Dani Josifa Marinkovića, Dom kulture opštine Novi Bečej, 2014.
- Zahvalnica za izuzetne rezultate i doprinos razvoju fakulteta, Fakultet muzičke umetnosti Beograd, 2017.
- Diploma za ostvarene pedagoške rezultate ULjUS, IV Međunarodno pijanističko takmičenje Smederevo, kategorija Kompozicija, 2017.
- Zahvalnica za učešće u radu žirija ULjUS, V Međunarodno pijanističko takmičenje Smederevo, kategorija Kompozicija, 2018.
- Zahvalnica za učešće u radu žirija ULjUS, VI Međunarodno pijanističko takmičenje Smederevo, kategorija Kompozicija, 2019.